# Кочешков, Ксенофонт Александрович
Ксенофо́нт Алекса́ндрович Кочешко́в (30 ноября (12 декабря) 1894, Москва — 15 января 1978, Москва) — советский химик-органик, академик АН СССР (1968). Герой Социалистического Труда. Лауреат Государственной премии СССР.

## Биография
Родился 12 декабря (30 ноября по старому стилю) 1894 года в Москве.
В 1921 г. окончил химическое отделение физико-математического факультета МГУ и был оставлен аспирантом в лаборатории Н. Д. Зелинского, с 1934 г.— профессор кафедры органической химии.
В середине 1930-х годов (совместно с А. Н. Несмеяновым) создал новый лекционный курс «Химия элементоорганических соединений», который читал на химическом факультете в течение нескольких лет.
В 1935 году получил звание доктора наук (по совокупности работ без защиты диссертации) и был избран профессором кафедры органической химии (в 1944 году был назначен заведующим лабораторией химии элементоорганических соединений кафедры органической химии химического факультета МГУ). С 1937 г. руководил лабораторией во Всесоюзном институте экспериментальной медицины им. М. Горького. С 1945 г. и до последних дней жизни К. А. Кочешков возглавлял созданную им лабораторию синтеза и строения металлоорганических соединений в Научно-исследовательском физико-химическом институте им. Л. Я. Карпова.
В 1946 г. избран членом-корреспондентом, а в 1968 г.— действительным членом Академии наук СССР.
К. А. Кочешков является создателем ряда новых направлений в химии металлоорганических соединений. Высокий теоретический уровень его исследований всегда сочетался с их практической направленностью.
Ряд реакций, известных в мировой литературе как «реакции Кочешкова», является основным методом синтеза целого ряда важнейших классов металлоорганических соединений в лабораторных и промышленных масштабах.
К. А. Кочешковым воспитано несколько поколении советских научных работников. Он являлся одним из инициаторов создания, ответственным редактором и членом авторского коллектива уникальной в мировой литературе многотомной серии монографий «Методы элементоорганической химии».
Многогранная научно-педагогическая и организационно-общественная деятельность К. А. Кочешкова отмечена присвоением ему звания Героя Социалистического Труда, награждением тремя орденами Ленина и другими правительственными наградами.

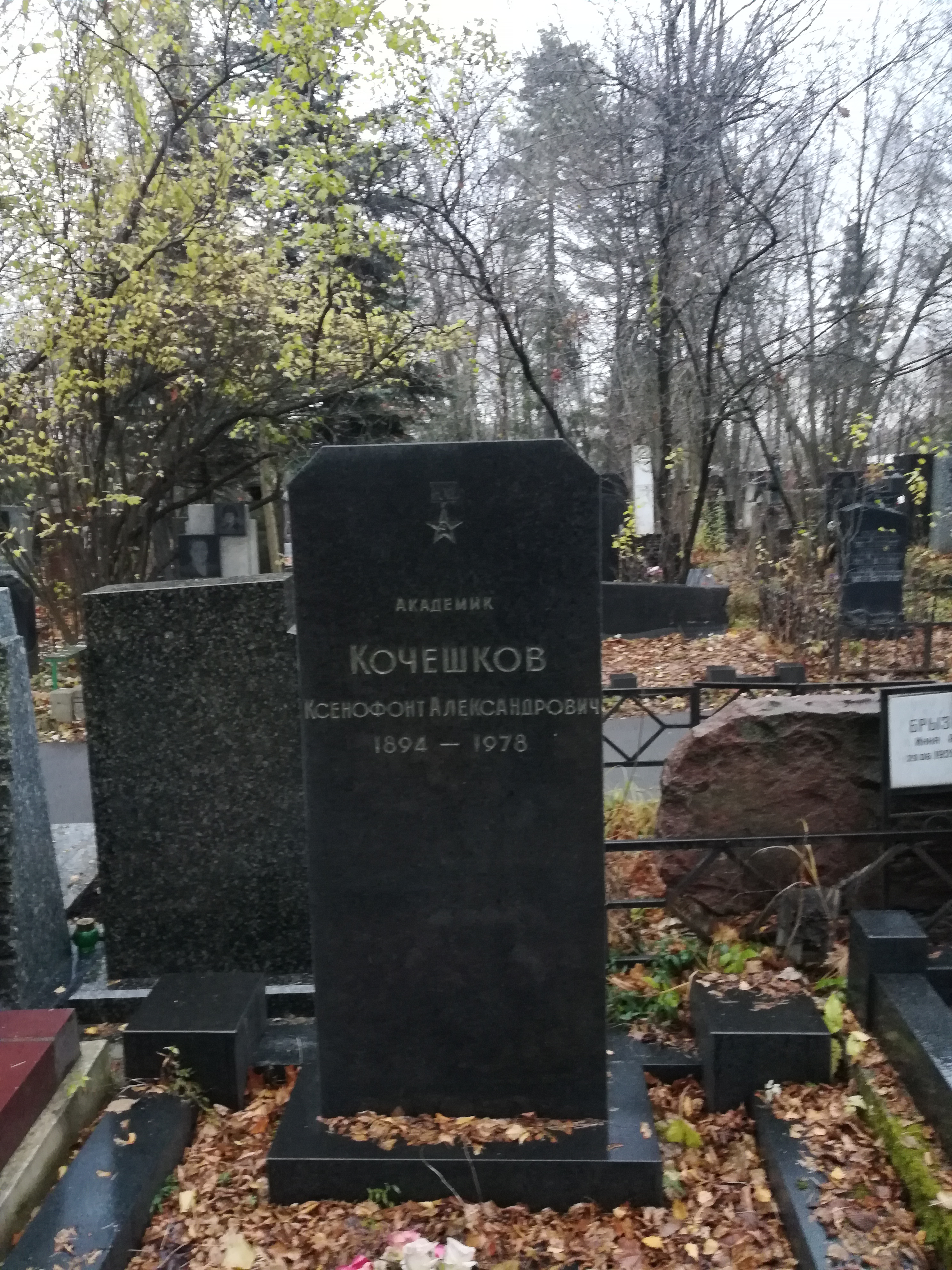
Могила на Кунцевском кладбище

Скончался в Москве, похоронен на Кунцевском кладбище.

## Научная деятельность
Академиком К. А. Кочешковым и его сотрудниками был внесён большой вклад в развитие синтеза с использованием органических соединений щелочных металлов. Помимо внушительного количества работ, посвящённых химии литийорганических соединений, стоит обратить пристальное внимание большую монографию К. А. Кочешкова и Т. В. Талалаевой «Синтетические методы в области металлоорганических соединений лития, натрия, калия, рубидия и цезия», изданную в 1949 году.
Из экспериментальных исследовании К. А. Кочешкова и его сотрудников наиболее важными являются работы в области новых методов синтеза при помощи литий-органических соединений других органических производных металлов.
В 1942 году К. А. Кочешков и Т. В. Талалаева осуществили синтез ряда органических соединений олова при действии литийорганических соединений на соли олова и его амальгамы. Вопреки утверждениям известного немецкого металлоорганика Краузе, указавшего на наличие «пространственных затруднений» при подобных реакциях, при действии фениллития на амальгаму олова был получен тетрафенилстаннан с выходом до 67 %. При действии п-бромтолуола и лития на амальгаму олова получен тетра-п-толилстаннан. Реакцией между ариллитием и хлорным оловом был также получен ряд тетраарилстаннанов с выходом до 77 %.
Не менее важной ветвью исследований К. А. Кочешкова является создание изучение и способов синтеза некоторых типов металлоорганических соединений, получение которых магнийорганическим синтезом ранее не представлялось возможным. Сюда относятся работы по получению производных кремния, олова и сурьмы и висмута.
В более позднее время К. А. Кочешков и В. А. Засосов исследовали поведение литийорганических соединений в их реакциях с олово- и свинецорганическими соединениями ароматического ряда, содержащими в ядре галоид.
Следующим направлением в исследованиях К. А. Кочешкова и его сотрудников в области литийорганических соединений является создание удобных методов синтеза первичных аминов, в том числе аминосодержащих металлоорганических соединений. Найденный К. А. Кочешковым и H. И. Шевердиной новый метод синтеза первичных аминов, основанный на действии α-метилгидроксиламина на магнийорганические соединения, был изучен также на примерах с литийорганическими соединениями. Эту реакцию оказалось возможным распространить не только на жирные, но и на жирноароматические, гидроароматические и ароматические соединения.
Оригинальным и интересным направлением в работах К. А. Кочешкова является исследование кристаллических литийорганических соединений, изучение их структуры. В отличие от цинк- и магнийорганических соединений, выделение их относительно несложно, однако, получение вне раствора чистых, «изолированных» соединений составляет некоторые трудности: до этого был известен лишь кристаллический фениллитий. Совместно с Т. В. Талалаевой К. А. Кочешковым разработан метод выделения кристаллических алифатических производных лития, основанный на реакции между бромистым алкилом и литием. Основываясь на этом методе, К. А. Кочешков и Т. В. Талалаева получили много различных кристаллических соединений, в том числе 9-флоурениллитий, фенилацетиленид лития и другие соединения. Не менее важным является открытие реакции полиметаллирования в ряду литийорганических соединений, позволившую ввести, например, в молекулу толуола два, четыре и даже пять атомов лития.

## Награды
- Герой Социалистического Труда (13.12.1974)
- 2 ордена Ленина (27.03.1954; 13.12.1974)
- Сталинская премия второй степени (1948) за монографию «Синтетические методы в области металлоорганических соединений элементов IV группы» (1947)
- Государственная премия СССР (1967)